# Amira Arrès
Amira Arrès (o Amira Arras) è un comune dell'Algeria, situato nella provincia di Mila.